# Héribald (évêque d'Auxerre)
Cet article concerne Héribald, évêque d'Auxerre 829-857. Pour l'évêque d'Uzès, voir Héribald (évêque d'Uzès).
Héribald est un religieux et saint catholique français, évêque d'Auxerre de 829 à 857. Il est fété le 25 avril.

## Famille
Héribald est issu d'une famille noble. Son père est un Bavarois nommé Antelme, marié à Frotilde, jeune femme du Gâtinais.
Il a un frère, Loup, abbé de l'abbaye de Ferrières.
Son oncle Angelelme est évêque d'Auxerre avant lui.

## Biographie
Héribald est élevé à la cour de Charlemagne. Doué d'une prestance naturelle, il y acquiert « une conversation honnête et toutes les qualités qui convienent à un homme en place », et une prudence remarquée.
Il devient premier chapelain du palais royal et se distingue à la cour en s'acquittant avec honneur de quelques ambassades dont il est chargé. Il est de ceux qui sont envoyés en 816 au pape Étienne IV nouvellement élu. Puis il est atteint d'une maladie indéterminée qui lui fait abandonner sa participation aux affaires de l'État et se consacrer à celles de l'Église et à la religion.
En 829 son oncle et évêque d'Auxerre Angelelme meurt et le siège de l'évêché d'Auxerre doit être pourvu. Louis le Pieux, empereur d'Occident de 814 à 840, contribue grandement à son élection. Les auteurs de sa vie qui l'ont connu, marquent que ce fut dans l'église de Saint-Germain qu'il fut élu et ensuite ordonné par saint Aldric, archevêque de Sens, aidé de ses coprovinciaux,.
Il se laisse par malheur entraîner peu après son ordination dans le parti de Lothaire Ier, ce dernier en révolte avec d'autres contre Louis le Pieux à partir de 829. Cette prise de position l'obligea à se tenir caché lorsque la conspiration fut dissipée. Repenti, on croit que c'est à cause de cette erreur qu'il se détermina à faire un voyage à Rome où il était déjà connu.
Réconcilié avec Louis le Débonnaire et absous par l'archevêque de Reims Hincmar, il ne cesse cependant pas de se rattacher à Lothaire et ce jusqu'à la bataille de Fontenoy donnée vers Druyes et vers Andrie en 841.
Charles qui resta victorieux avec Louis, ayant ordonné à Héribald de faire une translation du corps de saint Germain auquel il était très dévot, il fait cette cérémonie le 1er septembre 841 et semble depuis ce temps-là rentrer en grâce auprès du roi. Une preuve est que Walafride, surnommé Strabon, lui adresse une épigramme de la part de Charles, en réponse à la lettre de soumission et de respect qu'Héribert a écrite au même roi. Il semble aussi que depuis ce temps Charles l'employa à quelques ambassades, puisqu'en 844 il lui en restait une à accomplir dont il se déchargea sur son frère l'abbé Loup de Ferrières.
Étant en faveur auprès du prince, il obtint la restitution de quelques terres qui avaient été enlevées à son église : Gy avec ses dépendances, Garsiliacus, Champ-Lemi et Marsangy,. Il disposa de cette dernière terre en faveur de son église en attribuant la moitié à l'entretien du luminaire, et l'autre moitié aux distributions des chanoines ; ce qu'il fit confirmer par un diplôme. Il statua qu'en mémoire du bienfait royal, les chanoines seraient régalés deux fois par an, en communauté, une fois par le prévôt qui régissait alors le temporel et l'autre fois par l'archiclave qui avait soin du luminaire.
Comme il aimait les sciences, il rendit illustre le collège de ses chanoines, tant par l'étude des belles-lettres, que par l'application de la science ecclésiastique. Il fit venir de tous côtés des maîtres célèbres qui donnèrent un nouveau lustre aux offices divins dans son église. C'est de son temps que le Rite romain nouvellement introduit en France prit de plus fortes racines dans l'Église d'Auxerre.